# José Luis y su guitarra
José Luis Martínez Gordo, conocido artísticamente como José Luis y su guitarra (Jaén, 11 de junio de 1935-Córdoba, 2 de febrero de 2016),  fue un cantante y actor español que tuvo su época de mayor ocupación en las décadas de 1950 y 1960.

## Biografía
Pionero en España en la canción de autor, aprendió a tocar la guitarra cuando era estudiante de la Escuela de Ingenieros Técnicos de Obras Públicas, época en la que también era miembro de la tuna de su universidad.
Comenzó a grabar canciones en un magnetófono de bobina, presentándolas en 1958 a Radio Madrid. Estas fueron bien acogidas, por lo que José Luis pasó a tener un programa semanal propio en aquella emisora. Recibió muchas ofertas de discográficas, decidiendo firmar finalmente por Philips.
Su primer álbum, editado en 1958, incluía el tema «Mariquilla», dedicado a su novia de siempre, con la que se casó en el verano del año siguiente. Se convirtió en una las canciones que más sonaron en 1958, y el éxito llegó hasta Iberoamérica, principalmente en Argentina.
Tras publicar diversos EP, en 1962 logró una plaza de funcionario de Obras Públicas y decidió dejar el mundo de la música para centrarse en su trabajo y su familia. Tras su jubilación se instaló en Córdoba, ciudad que adoptó como parte de él, lo que provocó que muchos medios lo considerasen cordobés. Las peticiones de regreso se vieron recompensadas con la publicación de dos discos en 1966.
El éxito en 1978 de una nueva versión de «Mariquilla», interpretada por José Domingo Castaño, le hizo plantearse volver a actuar.
En 1995 fue entrevistado en algunos medios con motivo de la reedición de un disco suyo que contenía viejos temas con su voz original, pero con nuevos arreglos.
Murió en Córdoba el 2 de febrero de 2016 a causa de una complicación cardiaca.

## Discografía
- EP "Mariquilla" (Philips, 1958).
- 14 EP (Philips, 1959-1963).
- EP "La luna clara" (Philips, 1966).
- Sencillo "Gibraltar" (Philips, 1966).
- Éxitos de José Luis y su guitarra (Philips, 1967).
- José Luis y su guitarra (Mercury, 1995).
- Sus primeros EP en Philips (Rama-Lama, 1999).

## Filmografía
- Pasa la tuna (1960)
- Melodías de hoy (1962)